# مضاد حيوي

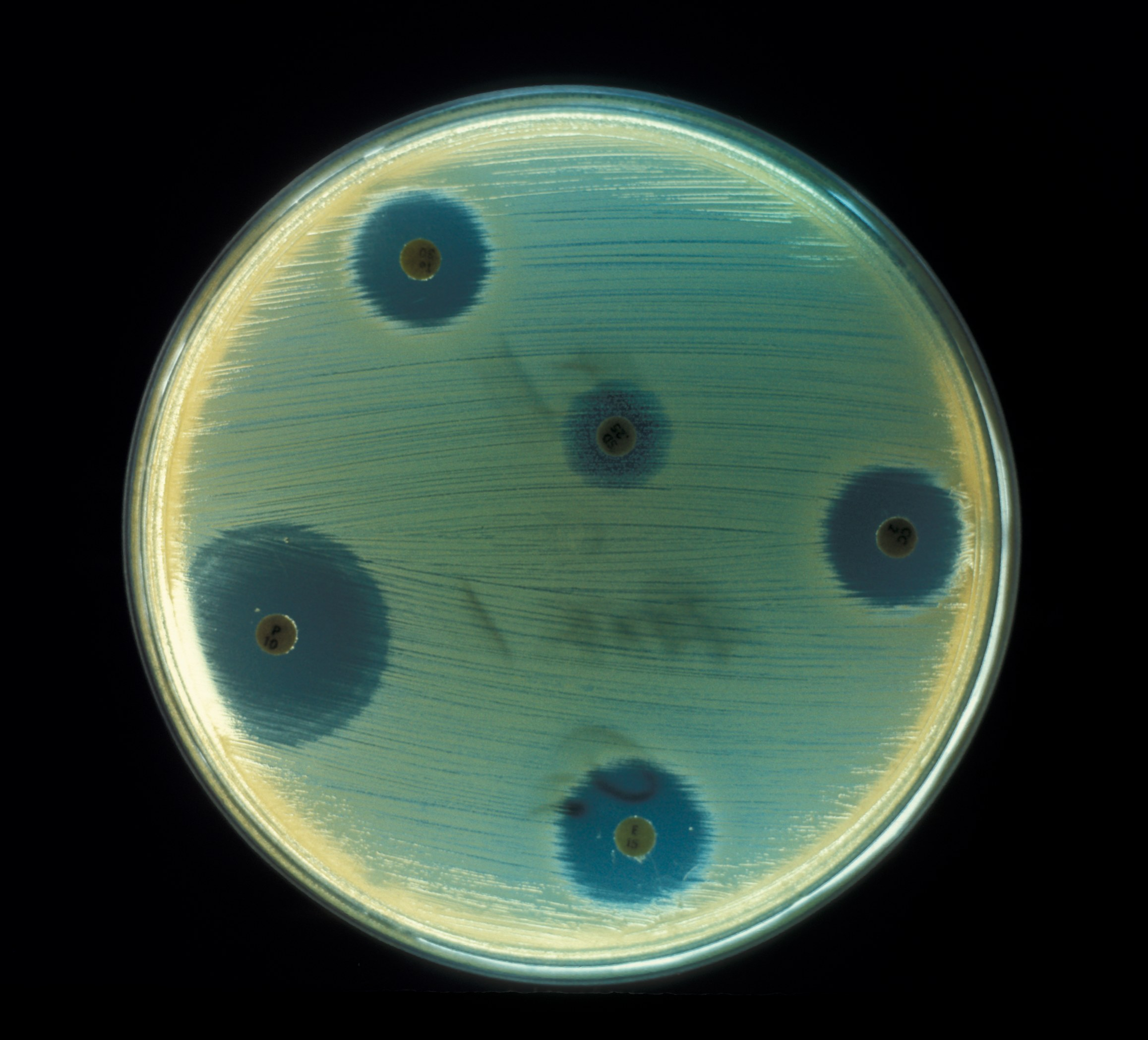
اختبار مدى حساسية المكورات العنقودية الذهبية للمضادات الحيوية بطريقة "كيربي باور". حيث تخرج المضادات الحيوية من الأقراص وتكبح نمو بكتيريا المكورة العنقودية البرتقالية الناشئة في منطقة التثبيط.

المضاد الحيوي هو مادة أو مركب يقتل أو يثبط نمو الجراثيم، وتنتمي المضادات الحيوية إلى مجموعة أوسع من المركبات المضادة للأحياء الدقيقة، وتستخدم لعلاج الأخماج التي تسببها الكائنات الحية الدقيقة، بما في ذلك البكتيريا،والفطريات والطفيليات.
صاغ مصطلح «المضادات الحيوية» العالم سلمان واكسمان عام 1942، لوصف أية مادة تُنتجها كائنات حية دقيقة تعاكس نمو الكائنات الدقيقة الأخرى في وسط مخفف جداً. هذا التعريف الأصلي استبعد المواد الطبيعية الأخرى التي تقتل المتعضّيات الدقيقة ولكن لا تنتجها كائنات حية دقيقة مثل عصارة المعدة و بيروكسيد الهيدروجين وكذلك يستبعد المركبات الصناعية المضادة للجراثيم مثل السلفوناميدات . تعد العديد من المضادات الحيوية ذات جزيئات صغيرة نسبياً بكتلة جزيئية أقل من 2000 وحدة دالتون.
بتقدم علوم الكيمياء الطبية أصبحت المضادات الحيوية شبه صناعية أو معدّلة كيميائيًا من مركبات أصلية موجودة في الطبيعة،  مثل مضادات البيتا لاكتام (التي تشمل البنسلين، التي تنتجها الفطريات من جنس البنيسيلوم، والسيفالوسبورين، وكاربابينيم). بعض المضادات الحيوية لا تزال تُعزل من كائنات حية أخرى ، مثل أمينوغليكوزيد، وهناك مضادات أخرى اُسْتُحْدِثَت من خلال وسائل صناعية بحتة كالسلفوناميدات، والفلوروكينولون. وهكذا تصنّف المضادات الحيوية بحسب منشئها إلى مضادات حيوية طبيعية المنشأ وثانية صناعية وثالثة مركبة. بالإضافة إلى هذا التصنيف يمكن أن تصنف المضادات الحيوية إلى مجموعتين واسعتين وفقاً لتأثيرها على الكائنات الحية الدقيقة فتصنف الى مضادات حيوية قاتلة للبكتريا ، ومضادات حيوية مثبطة لنمو البكتيريا
صنفت منظمة الصحة العالمية مقاومة المضادات الحيوية على أنها خطر يجتاح العالم ولديه القدرة على التأثير على أي شخص ،وفي أي عمر ، وفي أي بلد.
بلغ عدد الوفيات العالمية المنسوبة إلى مقاومة البكتيريا للمضادات الحيوية حوالى 1.27 مليون في عام 2019.

## الاستخدام
تستخدم المضادات الحيوية لعلاج أو منع العدوى البكتيرية. عندما يُشتبه في أن العدوى بكتيرية ولكن لم يُحَدَّد العامل الممرض المسؤول ، يُعْتَمَد مضاد حيوي واسع الطيف بناءً على العلامات والأعراض بينما تخرج النتائج المعملية التي قد تستغرق عدة أيام .
عندما تكون الكائنات الحية الدقيقة المسببة للأمراض معروفة بالفعل أو حُدِّدَت ، يمكن البدء في العلاج بنوع معين من المضادات الحيوية . عادة ما ينطوي ذلك على استخدام مضاد حيوي ضيق الطيف. يعتمد اختيار المضاد الحيوي أيضًا على تكلفته. تحديد نوع البكتيريا المسببة للمرض أمر بالغ الأهمية لأنه يمكن أن يقلل من تكلفة وسمية العلاج بالمضادات الحيوية ويقلل أيضًا من احتمال ظهور مقاومة للمضادات الحيوية.
يمكن إعطاء المضادات الحيوية كإجراء وقائي وعادة ما يقتصر ذلك على الأشخاص المعرضين لخطر الإصابة أكثر من غيرهم مثل أولئك الذين يعانون من ضعف في جهاز المناعة خصوصًا الأشخاص المصابون بالإيدز ، والذين يتناولون الأدوية المثبطة للمناعة ، ومرضى السرطان . [٢٨] أيضًا يمكن أن تُستخدم المضادات الحيوية كوقاية قبل العمليات الجراحية لمنع عدوى الجروج . لها دور مهم في الوقاية من التهاب الشغاف حيث تؤخذ قبل اقتلاع الأسنان أو عند إجراء أي جراحة فموية من شأنها أن تنقل البكتيريا عبر الدم الى القلب. تستخدم المضادات الحيوية أيضًا لمنع العدوى في حالات قلة العدلات خاصة المرتبطة بالسرطان.

### طريقة الاستخدام
عادة ما تؤخذ المضادات الحيوية عن طريق الفم . في الحالات الخطيرة خصوصًا الالتهابات الجهازية يمكن إعطاء المضادات الحيوية عن طريق الوريد  حيث يسهل الوصول إلى موقع الإصابة بشكل أسرع . يمكن إعطاء المضادات الحيوية موضعياً في كقطرات للعين على الملتحمة في حالات التهاب الملتحمة أو قطرات الأذن لالتهابات الأذن . يعد الاستخدام الموضعي أيضًا أحد خيارات العلاج لبعض الأمراض الجلدية بما في ذلك حب الشباب والتهاب النسيج الخلوي . تشمل مزايا الاستخدام الموضعي تحقيق تركيز عالٍ ومستمر للمضادات الحيوية في موقع الإصابة. تقليل احتمالية الامتصاص الجهازي والسمية ، وتقليل الأحجام الإجمالية للمضادات الحيوية المطلوبة ، وبالتالي تقليل مخاطر إساءة استخدام المضادات الحيوية. اُسْتُخْدِمَت المضادات الحيوية الموضعية على أنواع معينة من الجروح الجراحية لتقليل خطر الإصابة بالعدوى . يوصى بإعطاء المضادات الحيوية في أسرع وقت ممكن ، خاصة في حالات العدوى التي تهدد الحياة. العديد من أقسام الطوارئ تخزن المضادات الحيوية لهذا الغرض.

## الديناميكية الدوائية
تعتمد النتيجة الناجحة للعلاج بالمضادات الحيوية على عدة عوامل تشمل آليات دفاع المضيف ، وموقع العدوى ، والخصائص الدوائية والديناميكية للمضاد الحيوي. قد يعتمد نشاط المضاد الحيوي على مرحلة نمو البكتيريا ، وغالبًا ما يتطلب نشاطًا أيضيًا مستمرًا وانقسامًا للخلايا البكتيرية لأن معضم المضادات الحيوية كجنس البنسيلينات تعمل على البكتيريا التي تنقسم باستمرار ولا تعمل على البكتبريا الخاملة. تكون النتائج مبنية على دراسات معملية ،وتجارب سريرية تثبت أنها تقضي على العدوى البكتيرية. بما أن نشاط مضادات الجراثيم يعتمد بشكل كبير على تركيزها ، ففي المختبرات يعتمد توصيف نشاط المضاد الحيوي بشكل أساسي على تحديد الحد الأدنى للتركيز المثبط والحد الأدنى للتركيز المبيد للبكتبريا. للتنبؤ بالنتائج السريرية ، عادة ما يتم الجمع بين نشاط مضادات الميكروبات لمضاد للبكتيريا مع الحرائك الدوائية ، وتُسْتَخْدَمُ العديد من المعلمات الدوائية كواسمات لفعالية الدواء.

### العلاج المركب
في الأمراض المعدية الخطرة ، بما في ذلك السل ، يُسْتَخْدَمُ علاج مركب أي استخدام أكثر من مضاد حيوي في نفس الوقت لتأخير أو منع ظهور المقاومة. في حالات العدوى البكتيرية الحادة ، توصف المضادات الحيوية كجزء من علاج مركب لما لها من تأثير تآزري لتحسين نتائج العلاج لأن التأثير المشترك لكلا المضادات الحيوية أفضل من تأثيرهما الفردي. يمكن علاج عدوى المكورات العنقودية الذهبية المقاومة للميثيسيلين بعلاج مركب من حمض الفوسيديك والريفامبيسين. قد تكون المضادات الحيوية المستخدمة في تركيبة متضادة ، وقد تكون التأثيرات المشتركة للمضادات الحيوية أقل مما لو أَعُطِي أحد المضادات الحيوية كعلاج وحيد . على سبيل المثال ، يعتبر الكلورامفينيكول والتتراسيكلين من مضادات البنسلين . ومع ذلك ، يمكن أن يختلف هذا اعتمادًا على نوع البكتيريا. بالإضافة إلى الجمع بين المضادات الحيوية، يتم أحيانًا تناول المضادات الحيوية مع عوامل تمنع المقاومة البكتيرية. على سبيل المثال ، يمكن استخدام المضادات الحيوية بيتا لاكتام مع مثبطات بيتا لاكتاماز ، مثل حمض الكلافولينيك أو سولباكتام ، عندما يصاب المريض بسلالة بكتيرية منتجة للبيتا لاكتاماز .

## تاريخ المضادات الحيوية

البنسلين والمضادات الحيوية الطبيعية أول من اكتشفها ألكسندر فليمنج عام 1928.

كان البنسيلين أساس علاج كثير من الأمراض المعدية قبل بداية القرن العشرين الأدب الطبي. كعلاج للالتهاب ورد في الطب الصيني القديم باستخدام نباتات لها خصائص مؤثرة مثل المضادات الحيوية؛ وبدأ استعمالها منذ أكثر من 2,500 سنة مضت. وفي كثير من الثقافات الأخرى القديمة، بما في ذلك قدماء المصريين والإغريق والعرب في العصور الوسطى استخدم فطر العفن s. لقد كان لحاء شجرة الكيناعلاجاً فعالاً لداء الملاريا على نطاق واسع في القرن السابع عشر، والمرض الناجم عن الطفيليات من جنس المصورات الحيوية 
واستخدام الجهود العلمية لفهم ما يسبب هذه الأمراض، وتطوير العلاج الكيميائي للمضادات الحيوية التركيبية، والعزلة المفروضة على المضادات الحيوية الطبيعية ملحوظة التنمية في المضادات الحيوية.
وتعرف أصلاً بالتضاد الحيوي antiobiosis، والمضادات الحيوية هي أدوية التي تقوم بفعاليات مضادة للأحياء الدقيقة Microorganisms.
ومصطلح التضاد الحيوي antibiosis يعني 'ضد الحياة' صاغه عالم الأحياء الدقيقة الفرنسي فيوليمين كاسم وصفي لهذه الظاهرة التي أظهرتها العقاقير. (وصف Antibiosis التضاد الحيوي لأول مرة عام 1877 في البكتيريا عند لويس باستور وروبرت كوخ، لوحظ أن عصية محمولة جواً يمكن أن تمنع نمو عصيات الجمرة الخبيثة. هذه الأدوية سمَّاها لاحقًا المضادات الحيوية واكسمان، وهو عالم أحياء دقيقة أمريكي عام 1942.
بدأت قصة العلاج الكيميائي بالمضادات الحيوية كعلم في ألمانيا مع إيرليخ، أواخر القرن التاسع عشر. إذ لاحظ الدكتور إيرليخ أن أصباغاً معينة يمكن لها أن تندخل وتلون الخلايا البشرية والحيوانية وخلايا المتعضيات الدقيقة Microorganisms، والبعض الآخر لايتلون بها. ثم اقترح فكرة أنه قد يكون من الممكن جعل بعض الأصباغ أو المواد الكيماوية التي من شأنها أن تكون بمثابة حل سحري أو مخدر انتقائي يمكنه الارتباط مع المتعضيات الدقيقة ثم قتلها دون أن تتأذى خلايا الإنسان المضيف. بعد الكثير من التجارب وفرز مئات من الأصباغ ضد مختلف الكائنات الحية، اكتشف عقاراً طبياً مفيداً، وهو مضاد حيوي من اكتشاف الإنسان: سالفارسان Salvarsan. ولكن بسبب الآثار السلبية لذلك العقار؛ إلى جانب اكتشاف البنسلين في وقت لاحق، توقف استخدامه كمضاد حيوي. شهد إيرليخ ولادة ثورة المضادات الحيوية، وأعقبه اكتشاف دوماك للبرونتوسيل Prontosil عام 1932. طور البرونتوسيل، كأول مضاد حيوي للجراثيم متاح تجارياً فريق من الباحثين برئاسة غيرهارد دوماك (الذي حصل عام 1939 على جائزة نوبل للطب للجهود التي بذلها) في مختبرات باير في شركة IG Farben في ألمانيا. كان للبرونتوسيل تأثيراً واسعاً نسبياً ضد الجراثيم إيجابية الغرام دون تأثير يذكر على عصيات عائلة الأمعائيات أمعائيات.
ونبع اكتشاف المضادات الحيوية الطبيعية التي تنتجها الكائنات الدقيقة، من عمل سابق في مراقبة التضاد الحيوي بين الكائنات الحية الدقيقة. لاحظ باستور أنه "لو تمكنا من التدخل في التضاد الموجود فيما بين بعض أنواع المُتَعضِيَات الدقيقة فقد يتيح هذا أعظم آمال للعلاج. التضاد الجرثومي الذي أبداه البنسليوم كان أول من وصفه جون تيندال في انكلترا عام 1875. ومع ذلك، لم يحظ عمله باهتمام كبير من الأوساط العلمية؛ حتى اكتشاف الكسندر فليمنغ للبنسلين عام 1928. حتى ذلك الحين لم تتابع الإمكانات العلاجية للبنسلين. ولكن بعد أكثر من عشر سنوات، اهتم إرنست تشين هوارد فلوري بعمل فليمينغ، فتم إنتاج الشكل المنقى من البنسلين الذي أبدى نشاطاً مضاداً ضد طائفة واسعة من الجراثيم؛ مع سمية منخفضة للمضيف إذ يمكن تعاطيه دون آثار ضارة. وعلاوة على ذلك كان لا تمنع تأثيراته المقومات البيولوجية مثل نتحات القيح، على عكس السلفوناميدات. في ذلك الوقت، لم يكتشف أحد مركب يعادل هذا النشاط. وأدى اكتشاف البنسلين إلى تجديد الاهتمام في البحث عن مركبات من المضادات الحيوية تتمتع بقدرات مشابهة. وبسبب اكتشاف البنسلين تقاسم إرنست تشين، وهوارد فلوري وإلكسندر فليمينغ جائزة نوبل في الطب لعام 1945.
عام 1939 عزل رينيه دوبوس الجراميسيدين، أحد أول المضادات الحيوية المصنوعة تجاريًا الذي استخدم خلال الحرب العالمية الثانية ليثبت فعالية عالية في علاج الجروح والقروح. وأرجع فلوري الفضل لدوبوس لإحياء أبحاثه عن البنسلين.

## العقاقير المضادةللمتعضيات الدقيقة

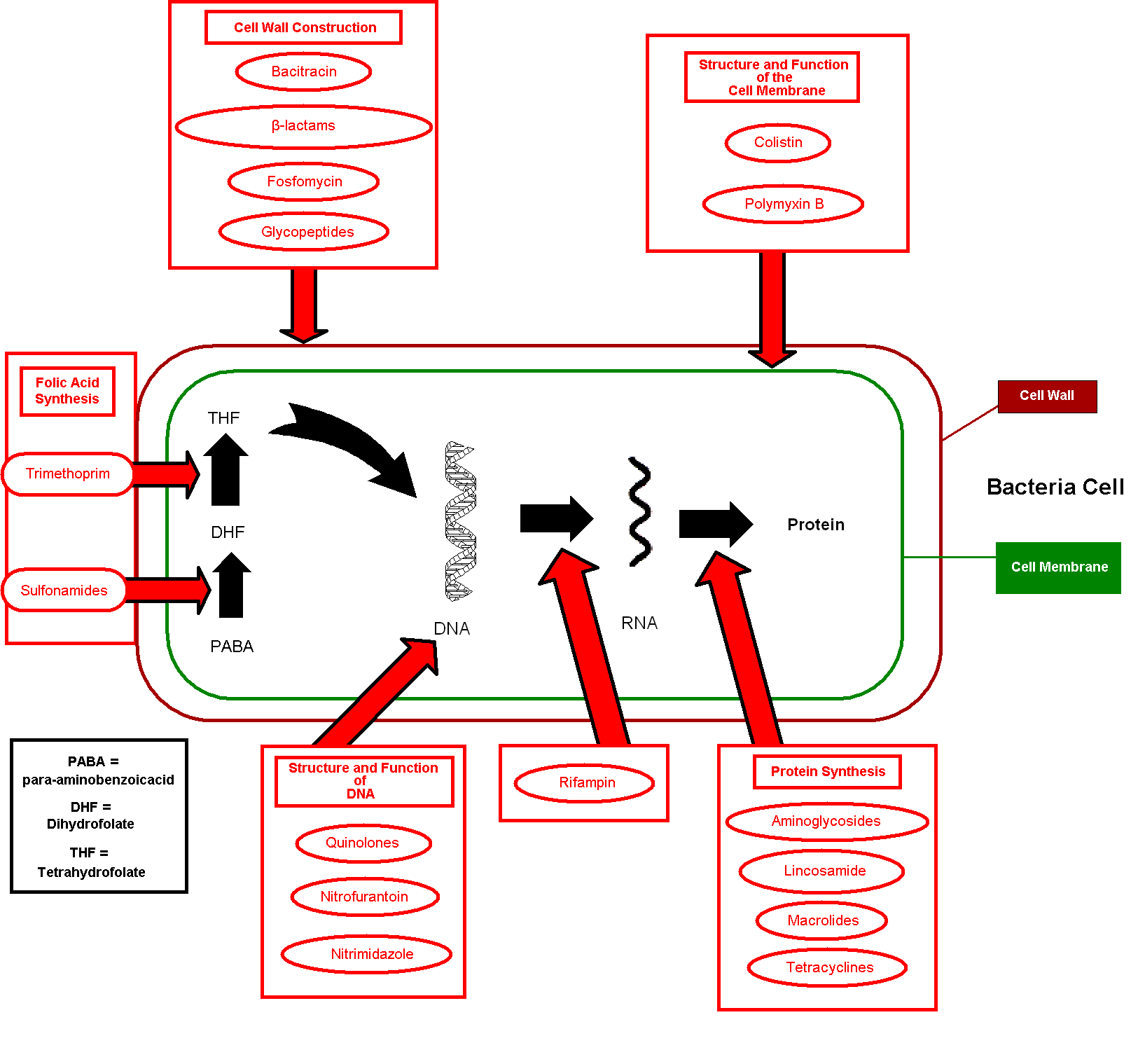
ماذا تستهدف المضادات الحيوية في الخلية الجرثومية ؟

إنَّ تقييم تأثير مضاد حيوي أمر حاسم في نجاح العلاج المضاد للجراثيم. ونذكِّر هنا بتداخل عوامل غير ميكروبيولوجية - مثل آليات دفاع المضيف، ومكان وجود العدوى، والمرض الكامن، والخصائص الدوائية والحراكية للمضادات الحيوية- في تحديد نجاعة المعالجة ونجاحها.
تصنف المضادات الحيوية أساساً على أنها إما مبيدة للجراثيم أي لها تأثير قاتل، أو أنها كابحة للجراثيم أي تثبط نموها.
إنَّ تأثير المضادات الحيوية المبيدة للجراثيم يكون في مرحلة النمو والتكاثر الجرثومي، ففي معظم الحالات ولكن ليس كلها يعتمد فعل الكثير من تلك المضادات على نشاط الخلايا وانقسامها المستمر. وترتكز هذه التصنيفات على السلوك في المختبرات؛ ولكن في الممارسة العملية يكون كل من هذين الصنفين قادراً على انهاء العدوى الجرثومية. 'في المختبر 'توصيف للعمل من المضادات الحيوية لتقييم قياس النشاط تركيز الحد الأدنى والحد الأدنى للتركيز المثبطة للجراثيم وجود مؤشرات المضادة للميكروبات وممتازة من فاعلية مضادات الميكروبات. ومع ذلك، فإنه في الممارسة السريرية، لاتكفي هذه القياسات وحدها لتوقع النتائج السريرية. لمحة عن طريق الجمع بين الدوائية من المضادات الحيوية والنشاط لمضادات الجراثيم، العديد من معلمات الدوائية ويبدو أن علامات كبيرة من فعالية الدواء. هذا النشاط قد يكون من المضادات الحيوية التي تعتمد على التركيز وزيادة النشاط البكتيري مميزة مع وجود تركيزات أعلى تدريجيا المضادات الحيوية. فهي قد تكون أيضا تتبدل تبعا للزمن، حيث نشاطهم مضادات الميكروبات لا يزيد مع زيادة تركيزات المضادات الحيوية، ومع ذلك، فمن الأهمية بمكان أن الحد الأدنى المثبطة تركيز المصل يتم الاحتفاظ لمدة معينة من الوقت. وتقييم المختبر لحركية قتل باستخدام المضادات الحيوية تقتل منحنيات مفيد لتحديد الوقت أو تركيز الاعتماد النشاط المضاد للبكتيريا.

### الاستخدام
تستخدم المضادات الحيوية عن طريق الفم أي ببساطة ابتلاعها فموياً؛ كما تُستخدم في الوريد IV في الحالات الشديدة الأكثر خطورة، وقد تطبق المضادات الحيوية في بعض الأحيان موضعيًا على الجلد أو الأغشية المخاطية، كما هو الحال مع المراهم أو قطرات العين أو الأنف.

### طبقات المضادات الحيوية
على عكس العلاجات السابقة لكثير من الأمراض، والتي غالبا ما تتكون من المركبات الكيميائية مثل الاستريشينين والزرنيخ، والتي لها أيضًا سمية عالية ضد الثدييات، معظم المضادات الحيوية من الجراثيم لها آثار الجانبية أقل ونشاط مستهدف عالي الفعالية. ومعظم المضادات الحيوية المضادة للبكتيريا ليس لديها نشاط ضد الفيروسات ، والفطريات، أو غيرها من الميكروبات. ويمكن تصنيف المضادات الحيوية المضادة للبكتيريا على أساس خصوصيتها الهدف: «ضيقة النطاق» وهي المضادات الحيوية التي تستهدف فئات معينة من البكتيريا، مثل الجراثيم سلبية أو إيجابية الغرام، والمضادات الحيويو واسعة النطاق وهي التي تؤثر على مجموعة واسعة من البكتيريا.
المضادات الحيوية التي تستهدف الخلايا البكتيرية الجدار (البنسلين، السيفالوسبورين ق)، أو غشاء الخلية (polymixins)، أو تتداخل مع الانزيمات البكتيرية الأساسية (الكينولون سلفوناميدات) عادة ما تكون مبيدة للبكتيريا في الطبيعة. وتلك التي تستهدف تخليق البروتين، مثل أمينوغليكوزيد، والماكروليدات والتتراسكلين، وعادة ما تكون كابحة للبكتيريا. 
وقد دخلت في السنوات القليلة الماضية ثلاثة تصنيفات جديدة من المضادات الحيوية في الاستخدام السريري. هذا في اعقاب توقف دام 40 عاما في اكتشاف أصناف جديدة من مركبات المضادات الحيوية. هذه المضادات الحيوية الجديدة هي من الفئات الثلاث التالية: lipopeptides cyclic (daptomycin)، glycylcyclines (تيغيسيكلين)، وoxazolidinones (linezolid). تيغيسيكلين هو مضاد حيوي واسع النطاق، في حين ان الاثنين الاخرين الذين يستخدموا لعدوى البكتيريا إيجابية الغرام. وتبشر هذه التطورات بوسيلة للتصدي لمقاومة الجراثيم للمضادات الحيوية الموجودة.

## الإنتاج
مع التقدم المتسارع في الكيمياء الطبية، أصبحت مضادات الجراثيم الحديثة عبارة مضادات طبيعية معدلة كيميائيًا . هناك بعض المضادات الحيوية التي ما تزال تُعزل من الكائنات الحية نفسها مثل مضادات البيتا لاكتام مثل البنسلين الذي تنتجه الفطريات من جنس البنسليوم والسيفالوسبورينات ، والكاربابينيمات . في حين أن مضادات الجراثيم الأخرى مثل السلفوناميدات ، والكينولون ، والأوكسازوليدينون يتم إنتاجها بطريقة صناعية . العديد من المركبات المضادة للبكتيريا عبارة عن جزيئات صغيرة نسبيًا بوزن جزيئي أقل من 1000 دالتون .

## الآثار الجانبية
على الرغم من أن المضادات الحيوية تعتبر عموماً آمنة، فقد ارتبطت بسلسلة واسعة من الآثار الضارة.
والآثار الجانبية عديدة ومتنوعة ويمكن أن تكون خطيرة جداً حسب استخدام المضادات الحيوية والكائنات الميكروبية المستهدفة. ومظاهر سلامة الأدوية الأحدث قد لا تكون معترف بها مثل تلك الأدوية التي تم استخدامها لسنوات عديدة. ويمكن أن تتراوح آثارها الضارة من حمى وغثيان إلى الإصابة بحساسية كبرى مثل التهاب الجلد الضوئي. وأحد أكثر الآثار الجانبية شيوعاً هو الإسهال، وأحيانا بسبب البكتيريا اللاهوائية المطثية العسيرة، والتي تنتج بسبب إخلال المضادات الحيوية بالتوازن الطبيعي للفلورا المعوية،  قد يخفف النمو السريع لهذه البكتيريا المسببة للأمراض عن طريق إدخال البروبيوتيك خلال دورة من المضادات الحيوية. يسبب المضاد الحيوي اختلال في تعداد البكتيريا التي تتواجد عادة في كمون طبيعي في منقطة المهبل، وربما يؤدي إلى زيادة نمو أنواع من الخميرة من جنس المبيضات في منطقة الفرج والمهبل.

## التفاعلات مع الأدوية

### حبوب منع الحمل
نظريًا، يعتقد أن تدخل بعض المضادات الحيوية مع كفاءة حبوب تحديد النسل يحدث بطريقتين.
- أولًا: تعديل البكتيريا المعوية قد تؤدي إلى خفض امتصاص الإستروجين.
- وثانيًا: حث أنزيمات الكبد مما يزيد من استقلاب حبوب منع الحمل، فيؤثر ذلك على فائدة حبوب منع الحمل.[56] ومع ذلك، فإن غالبية الدراسات تشير إلى أن المضادات الحيوية لا تتعارض مع وسائل منع الحمل [56] فمع وجود نسبة مئوية صغيرة من النساء قد انخفضت تجربة فعالية حبوب منع الحمل أثناء أخذ المضادات الحيوية، إلا أن نسبة الفشل هي مماثلة لتلك التي تناول حبوب منع الحمل، [57] وعلاوة على ذلك، لم تكن هناك دراسات التي أثبتت بشكل قاطع أن اضطراب في الأمعاء يؤثر على النباتات وسائل منع الحمل.[58][59] التفاعل مع الجمع بين حبوب منع الحمل عن طريق الفم من خلال تحريض أنزيمات الكبد من الجريزوفولفين الأدوية المضادة للفطور ومضاد حيوي واسع الطيف ريفامبيسين وقد تبين أن يحدث. فمن المستحسن أن تدابير اضافية لمنع الحمل يتم تطبيقها أثناء العلاج باستخدام مضادات الميكروبات هذه مضادات الميكروبات.[56]

### الكحول
يمكن أن تتدخل الخمور بتأثير المضادات الحيوية أو باستقلابها . وقد تؤثر على نشاط إنزيمات الكبد، التي تستقلب المضادات الحيوية. وعلاوة على ذلك، بعض المضادات الحيوية، بما في ذلك الميترونيدازول والتاينيدازول والسيفاماندول والكيتوكونازول واللاتاموكسيف والسيفوبيرازون والسيفمينوكسيم والفورازوليدون تتفاعل كيميائيًا مع الكحول، مما يؤدي إلى آثار جانبية خطيرة، تشمل القيء الشديد والغثيان وضيق في التنفس. ولذلك لا ينصح بتعاطي الأغوال عند تناول مضادات حيوية مثل هذه. بالإضافة إلى ذلك، قد تخفف في ظروف معينة الكثير من مستويات الدوكسيسايكلين وسكسينات الإريثروميسين، باستهلاك الكحول.

## مقاومة المضادات الحيوية

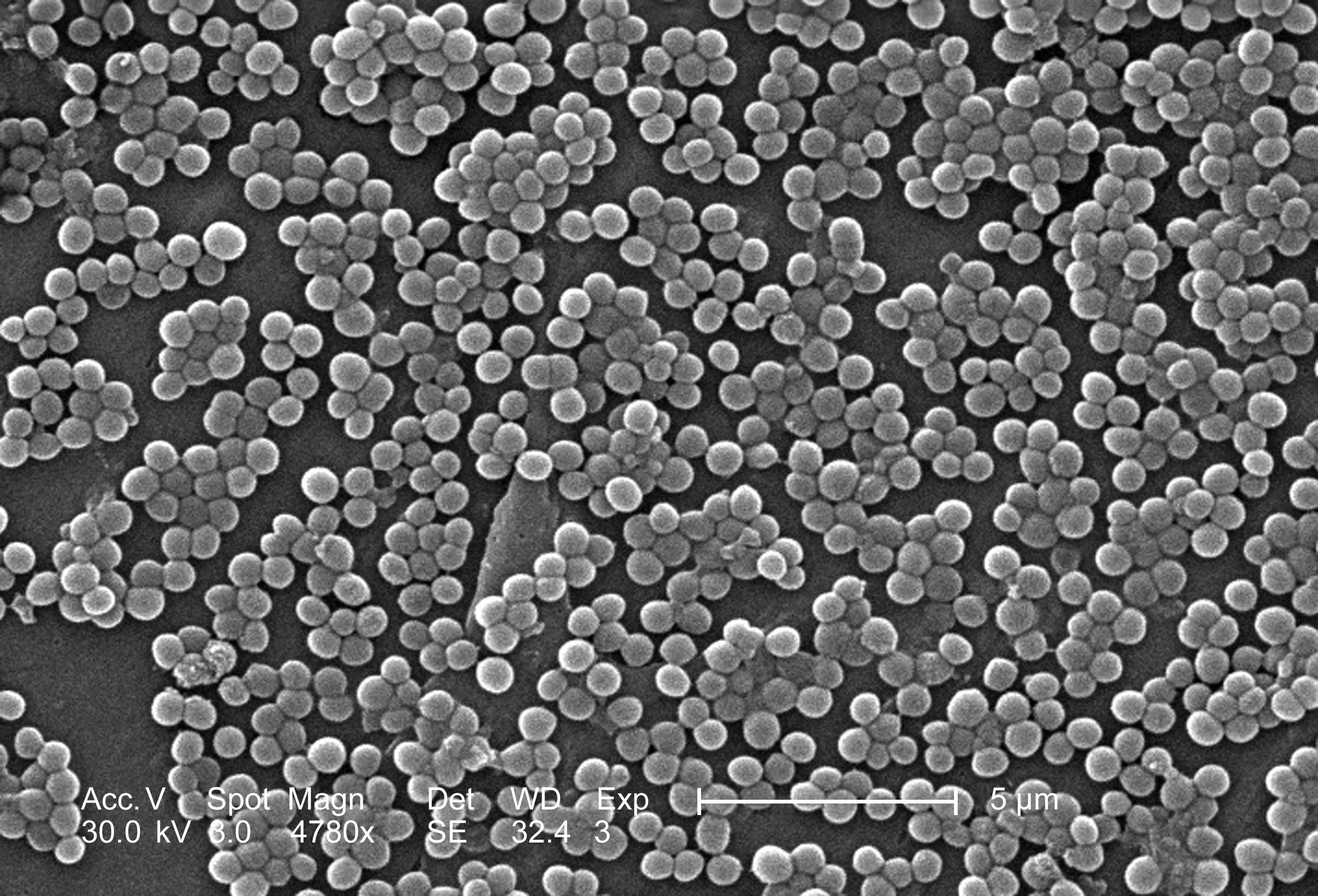
مثسلين مقاومة للبكتيريا المكورات العنقودية الذهبية

ظهور المقاومة للمضادات الحيوية هو عملية تطورية تعتمد على اختيار الكائنات التي عززت القدرة على البقاء على قيد الحياة مع جرعات المضادات الحيوية التي كانت قاتلة قبل ذلك. والمضادات الحيوية مثل البنسلين والاريثرومايسين التي اعتادت ان تكون علاجات معجزة هي الآن أقل فعالية لأن البكتيريا أصبحت أكثر مقاومة. تعمل المضادات الحيوية أنفسها بمثابة ضغط انتقائي الذي يسمح بنمو مقاومة البكتيريا داخل الكتلة السكانية وتثيط الجراثيم الحساسة. ظهر اختيار المضادات الحيوية للمقاومة داخل التجمعات البكتيرية في عام 1943 في تجربة لوريا - ديلبروك.  وغالبا ما ينتج بقاء البكتيريا عن توريث المقاومة. أي مقاومة للمضادات الحيوية قد تفرض تكلفة بيولوجية وانتشار مقاومة البكتيريا للمضادات الحيوية قد تعرقلت بسبب انخفاض الكفاءة المرتبطة بالمقاومة وهو ما يثبت عدم ملائمة بقاء البكتيريا عندما لم تكن المضادات الحيوية موجودة. ومع ذلك، قد تعوض الطفرات الإضافية هذه التكاليف والكفاءة وتساعد على بقاء هذه البكتيريا.
ويمكن أن تختلف الآليات الجزيئية الكامنة التي تؤدي إلى مقاومة المضادات الحيوية. وقد تحدث المقاومة الجوهرية بصورة طبيعية نتيجة لهذه البكتيريا في التركيبة الجينية. قد يفشل الكروموسوم البكتيري لترميز البروتين الذي يستهدف المضادات الحيوية. اكتسبت النتائج مقاومة من طفرة في الكروموزوم البكتيري أو الحصول على الحمض النووي خارج الكروموسومات. البكتيريا المنتجة تطورت آليات المقاومة التي أثبتت أن يكون شبيها، وربما يكونون قد نقلوا إلى سلالات مقاومة للمضادات الحيوية. انتشار آليات المقاومة للمضادات الحيوية يحدث من خلال الانتقال الرأسي للطفرات الموروثة من الأجيال السابقة وإعادة التركيب الوراثي للحمض النووي عن طريق تبادل الوراثية الأفقي. مقاومة المضادات الحيوية المتبادلة بين جراثيم مختلفة من البلازميدات أن الجينات التي تحمل رموز المقاومة للمضادات الحيوية التي قد تنجم في المشاركة في المقاومة للمضادات الحيوية متعددة. هذه البلازميدات يمكن أن تحمل جينات مختلفة مع آليات متنوعة المقاومة للمضادات الحيوية ولكن لا علاقة لأنها تقع على نفس بلازميد متعددة المقاومة للمضادات الحيوية لأكثر من المضادات الحيوية يتم نقلها. بدلا من ذلك، عبر المقاومة للمضادات الحيوية الأخرى في إطار النتائج البكتيريا المقاومة عند نفس الآلية هي المسؤولة عن المقاومة لأكثر من المضادات الحيوية يتم اختيارها.

### سوء استخدام المضادات الحيوية
القاعدة الأولى للمضادات الحيوية هي محاولة عدم استخدامها والقاعدة الثانية هي محاولة عدم استخدام الكثير منها— Paul L. Marino، The ICU Book

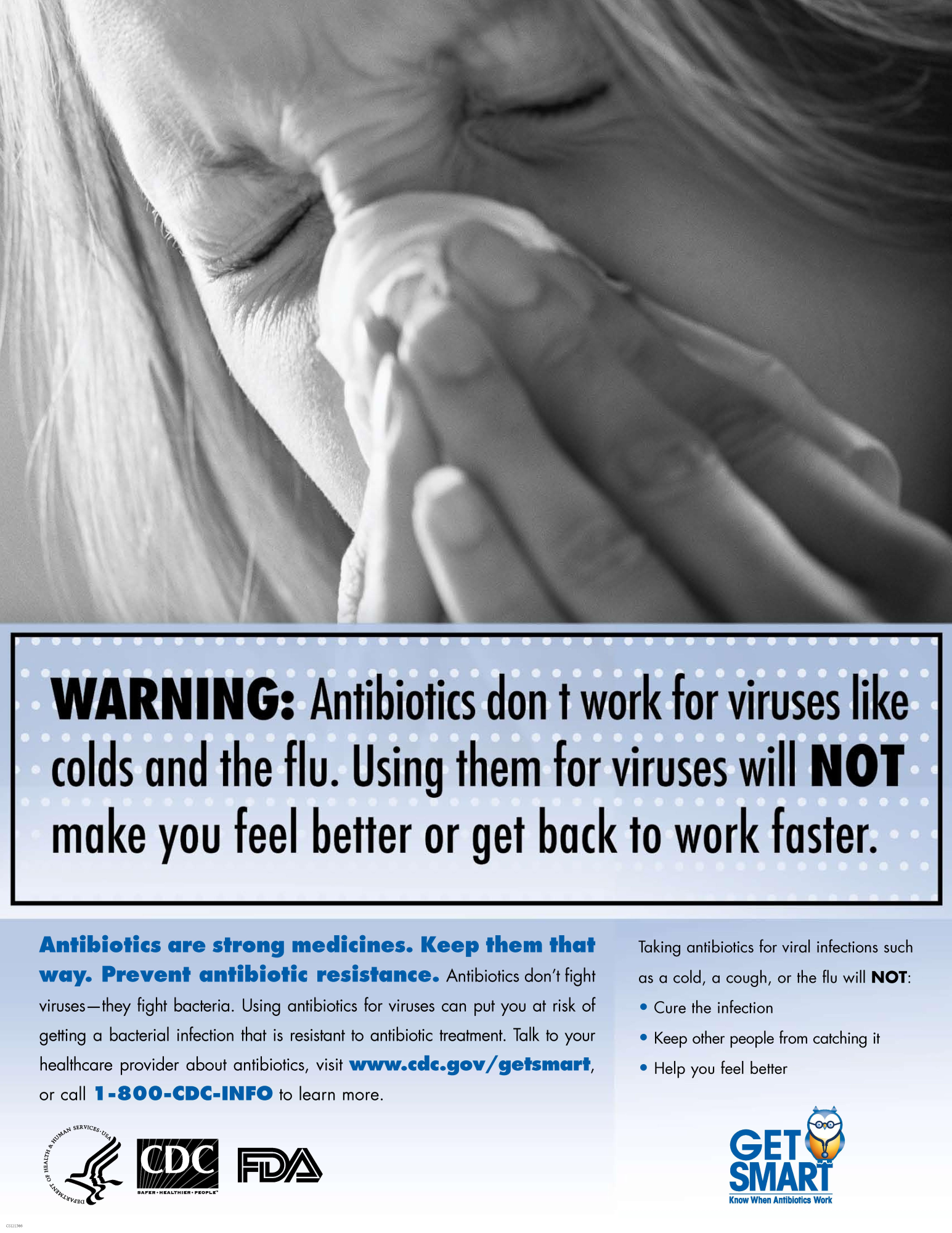
هذا ملصق حملة "كن ذكياً" التي أطلقتها المراكز الأميركية لمكافحة الأمراض والوقاية، والمراد استخدامها في مكاتب الأطباء ومرافق الرعاية الصحية الأخرى، ويحذّر الملصق من أن المضادات الحيوية لا تستخدم لعلاج الأمراض الفيروسية مثل نزلات البرد والإنلفونزا.

العلاج غير الملائم بالمضادات الحيوية والإفراط في استخدامها من العوامل التي تساهم في ظهور مقاومة البكتيريا. وتزداد المشكلة تفاقماً بسبب تناول الأفراد المضادات الحيوية بأنفسهم دون توجيهات الطبيب، والاستعمال غير العلاجي للمضادات الحيوية لتسريع عملية النمو في قطاع الزراعة.
تقوم العديد من المنظمات المعنية بحملات لتحسين المناخ التنظيمي مع مقاومة مضادات الميكروبات. نهج لمعالجة قضايا إساءة استعمال والافراط في استخدام المضادات الحيوية عن طريق إنشاء والولايات المتحدة المشتركة بين الوكالات وفرقة العمل المعنية بمقاومة مضادات الميكروبات التي تهدف بنشاط على معالجة مشكلة مقاومة مضادات الميكروبات، ويتم تنظيم ومنسقة من جانب المراكز الأمريكية لمكافحة الأمراض والوقاية منها، والغذاء والدواء الإدارة (الهيئة)، والمعاهد الوطنية للصحة)، وتشمل أيضا العديد من وكالات اتحادية. وهي منظمة غير حكومية الحملة مجموعة المضادات الحيوية هو إبقاء العامل. في فرنسا، والمضادات الحيوية «ليست تلقائية» الحملة التي تشنها الحكومة بدءا من عام 2002 أدى إلى انخفاض ملحوظ في صفات المضادات الحيوية التي لا لزوم لها، خاصة عند الأطفال.
الإفراط في استخدام المضادات الحيوية مثل البنسلين والاريثرومايسين التي اعتادت ان تكون أحد العلاجات المعجزة ارتبط بمقاومة ناشئة منذ خمسينات القرن العشرين. قد ينظر إلي الاستخدام العلاجي للمضادات الحيوية في المستشفيات على أنه مرتبط بزيادة مقاومة البكتيريا للمضادات الحيوية المتعددة.
تشمل الأنواع الشائعة من سوء استخدام المضادات الحيوية عدم مراعاة وزن المريض وتاريخ استخدام المضادات الحيوية قبل، لأن كليهما يمكن أن يؤثر بشدة على فعالية وصف المضادات الحيوية، وعدم اتخاذ المضادات الحيوي المحدد بشكل كامل، والفشل في ضبط الاستخدام اليومي الصحيح (على سبيل المثال «كل 8 ساعات» بدلاً من ثلاثة يوميا)، أو عدم الراحة لاسترداد الشفاء. هذه الممارسات قد تسهّل نمو البكتيريا مع المقاومة للمضادات الحيوية غير ملائمة للعلاج بالمضادات الحيوية الشائعة هو شكل آخر من سوء استخدام المضادات الحيوية. ومن الأمثلة الشائعة هي الوصفة الطبي واستخدام المضادات الحيوية لعلاج الالتهابات الفيروسية مثل نزلات البرد التي ليس لها أي أثر.
في الزراعة، ترتبط مقاومة المضادات الحيوية مع استعمال المضادات الحيوية بشكل غير علاجي لتسريع عملية نمو الحيوانات أدى إلى تقييد استخدامها في المملكة المتحدة في عام 1970 (تقرير سوان 1969). ويوجد حاليا حظر واسع في الاتحاد الأوروبي بشأن الاستخدام غير العلاجي للمضادات الحيوية لتسريع عملية النمو. ويقدر أن أكثر من 70 ٪ من المضادات الحيوية المستخدمة في الولايات المتحدة تعطى لتغذية الحيوانات (مثل الدجاج والخنازير والأبقار) في حالة عدم وجود مرض. استخدام المضادات الحيوية في إنتاج الأغذية الحيوانية ارتبط ظهور سلالات مقاومة للمضادات الحيوية من البكتيريا بما في ذلك السالمونيلا، العطيفة{/0، {0}كولاي، ومكور معوي. الأدلة من الولايات المتحدة وبعض الدراسات الأوروبية تشير إلى أن هذه البكتيريا المقاومة تسبب العدوى للإنسان والتي لا تستجيب للمضادات الحيوية التي توصف عادة. ردا على هذه الممارسات والمشاكل المصاحبة لذلك، العديد من المنظمات (مثل الجمعية الأمريكية لعلم الأحياء المجهرية، رابطة الصحة العامة الأمريكية (APHA) والجمعية الطبية الأميركية (الاحتكار)) قد دعا لفرض قيود على استخدام المضادات الحيوية في الإنتاج الغذائي والحيواني ووضع حد لجميع الاستخدامات غير العلاجية. ولكن التأخير في الإجراءات التنظيمية والتشريعية للحد من استخدام المضادات الحيوية شائعة، ويمكن أن تشمل المقاومة لهذه التغييرات من قبل الصناعات أو استخدام أو بيع المضادات الحيوية، فضلا عن الوقت الذي يقضيه في البحث من أجل إقامة روابط سببية بين استخدام المضادات الحيوية وظهور غير قابل للعلاج من الأمراض البكتيرية. مشروعي قانونين الاتحادية (S.742  والموارد البشرية 2562  ترمي إلى التخلص التدريجي غير بالمضادات الحيوية في الولايات المتحدة إنتاج الأغذية الحيوانية واقترحت ولكن لم يتم تمرير. هذه الفواتير أيدتها الصحة العامة والمنظمات الطبية بما في ذلك أمريكا بالكل الممرضات الرابطة، الرابطة الطبية الأمريكية، ورابطة الصحة العامة الأمريكية (APHA). الاتحاد الأوروبي قد حظرت استخدام المضادات الحيوية بوصفها عوامل النمو الترويجية منذ عام 2003.
دراسة واحدة عن عدوى الجهاز التنفسي وجدت ليالي «الأطباء كانوا أكثر عرضة لإعطاء المضادات الحيوية للمرضى الذين لا يتوقع منهم انهم يعتقدون، على الرغم من أنها حددت بشكل صحيح إلا حوالي 1 في 4 من هؤلاء المرضى». سياقاتها التدخلات التي تستهدف كلا من الأطباء والمرضى الذين يمكن أن تقلل من غير المناسب وصف المضادات الحيوية. تأخير المضادات الحيوية لمدة 48 ساعة بينما كانوا يراقبون عن القرار العفوي من التهابات الجهاز التنفسي قد تقلل من استخدام المضادات الحيوية، ومع ذلك، فإن هذه الاستراتيجية الحد من رضا المرضى.
يجوز الإفراط في استخدام المضادات الحيوية الوقائية في المسافرين أيضا أن تصنف على أنها إساءة استخدامها.
في المملكة المتحدة، وهناك نهس الملصقات في العمليات الجراحية مشيرا إلى أن العديد من الأطباء 'لسوء الحظ، لا يمكن لأي قدر من المضادات الحيوية للتخلص من البرد بك'، وبعد يوم من العديد من المرضى المضادات الحيوية على وجه التحديد يطلب من طبيب غير لائق، معتقدين أنهم سوف يساعد في علاج الالتهابات الفيروسية.

### طرق مكافحة المقاومة ضد المضادات الحيوية
أحد طرق مكافحة مقاومة المضادات الحيوية هو تطوير مركبات قادرة على تثبيط الآليات التي تسمح للجراثيم بمقاومة المضاد الحيوي أشهر مثال على ذلك هو إضافة حمض الكلافولينيك إلى مركب أموكسيسيلين (بالانكليزية: Amoxicillin) وانتاج مركب أموكسيسيلين/حمض الكلافولانيك الشهير عالمياً باسم الأوغمنتين. فقد سمحت هذه الإضافة بتثبيط أنزيم البيتا لاكتاماز (بالانكليزية beta-lactamase)الذي أنتجته بعض الجراثيم والقادر على كبح عمل الأموكسيسيلين بالكامل.

## بعد المضادات الحيوية: علاج التهابات غير الجرثومية
السهولة النسبية لتحديد المركبات التي بأمان يشفى الالتهابات البكتيرية كان أكثر صعوبة لمكررة في العلاج من الأمراض الفطرية والفيروسية. البحث في المضادات الحيوية أدى إلى قفزات كبيرة في علم الكيمياء الحيوية، ووضع فروق كبيرة بين الفيزيولوجيا الخلوية والجزيئية من الخلية البكتيرية، والتي من خلايا الثدييات. وأوضح أن هذه الملاحظة أن العديد من المركبات التي هي سامة بالنسبة للبكتيريا غير سامة للخلايا البشرية. في المقابل، biochemistries الأساسية للخلية الفطرية والثدييات ايان الخلية هي أكثر بكثير مماثلة. هذا يحد من تطوير واستخدام مركبات علاجية أن الهجوم خلية الفطرية، في حين لا تضر خلايا الثدييات. وتوجد مشاكل مماثلة في العلاج بالمضادات الحيوية من الأمراض الفيروسية. الإنسان الفيروسية الكيمياء الحيوية الأيضية هو بشكل وثيق جدا مماثلة لالكيمياء الحيوية الإنسان، والأهداف المحتملة من المركبات المضادة للفيروسات وتقتصر على عدد قليل جدا من عناصر فريدة من نوعها للفيروس في الثدييات.
للمواد ذات الصلة، انظر فطريات، مضاد المخدرات، مضادات الفيروسات

## بعد المضادات الحيوية: علاج المقاوم للعقاقير المتعددة البكتيريا
أدوية متعددة الكائنات المقاومة للعقاقير (MRDO) عموما أشير إلى البكتيريا التي لا تتأثر على جرعات من المضادات الحيوية السريرية الكلاسيكية، وخاصة المضادات الحيوية التي كانت تستخدم لعلاج لهم حتى وقت قريب. وترتفع هذه الكائنات قد أوجد حاجة إلى علاجات بديلة مضادة للجراثيم.
العلاج بالعاثية، واستخدام الفيروسات خاصة  لمهاجمة البكتيريا، وكان في استخدامها أثناء 1920s و1930s على البشر في الولايات المتحدة وأوروبا الغربية والشرقية. بالعاثية عادة جزءا من البيئة المحيطة بها البكتيريا ويوفر قدرا كبيرا من التحكم في عدد السكان من البكتيريا الموجودة في الأمعاء، والمحيطات والتربة وغيرها من البيئات  نجاح هذه العلاجات هي إلى حد كبير القصصية أو غير خاضعة للسيطرة. المنشورات الاصلية هنا أيضا لا يمكن الوصول إليها عموما، وحتى للأشخاص ذوي الطلاقة في اللغة الروسية. مع اكتشاف البنسلين في 1940s، وأوروبا والولايات المتحدة قد تغيرت الاستراتيجيات العلاجية لاستخدام المضادات الحيوية. ومع ذلك، في الاتحاد السوفياتي السابق العلاجات [فج] واصلت دراستها. في جمهورية جورجيا، ومعهد إليافا من الجراثيم وعلم الأحياء الدقيقة والفيروسات لا تزال الأبحاث واستخدام العلاج حسب الطلب. شركات متنوعة (Intralytix، من بين آخرين)، والجامعات، والمؤسسات في أمريكا الشمالية وأوروبا حاليا البحث في العلاجات. ولكن، حسب الطلب العادي يعيشون واستنساخ ؛ المخاوف بشأن الهندسة الوراثية في نشر الفيروسات بحرية حاليا الحد من جوانب معينة من العلاج حسب الطلب. نتيجة واحدة هي محاولات لاستخدام بالعاثية بطرق غير مباشرة تصيب البكتيريا. في حين أن البكتيريا والعلاجات المتعلقة تقدم حلا ممكنا لجوانب المقاومة للمضادات الحيوية، ومكانها في العلاج السريري ما زال قيد البحث.
البكتريوسين ق هي أيضا بديلا المتزايدة إلى كلاسيكية صغيرة من المضادات الحيوية جزيء  فئات مختلفة من bacteriocins إمكانات مختلفة كعوامل علاجية. bacteriocins جزيء صغير (microcin ثانية، على سبيل المثال، وlantibiotic ق) قد تكون مشابهة للمضادات الحيوية التقليدية ؛ كُولِيسين مثل bacteriocins ومن الأرجح أن تكون ضيقة الطيف، مطالبين جديدة التشخيص الجزيئي قبل العلاج ولكن أيضا ليس مما يثير شبح المقاومة وبنفس الدرجة. عيب واحد من المضادات الحيوية لجزيء كبير هو أنها سوف يجدون صعوبة في عبور الأغشية النسبية والمسافرين بشكل منتظم في جميع أنحاء الجسم. لهذا السبب، فهي في أغلب الأحيان المقترحة لتطبيق موضعيا أو gastrointestinally  لأن bacteriocins هي الببتيد، هم أكثر سهولة هندستها من جزيئات صغيرة  هذا قد تسمح بتوليد المولوتوف وحيوي تحسين المضادات الحيوية التي يتم تعديلها للتغلب على المقاومة.
المواد الغذائية هي إستراتيجية انسحاب محتمل لاستبدال أو المكمل المضادات الحيوية. تقييد توافر الحديد هي طريقة واحدة في جسم الإنسان حدود تكاثر الجراثيم  آليات لتحرير الحديد من الجسم (مثل السموم وsiderophores) شائعة بين مسببات الأمراض. بناء على هذه الدينامية، ومجموعات البحث المختلفة تحاول إنتاج chelators الرواية التي ستنسحب إلا الحديد المتاحة لمسببات الأمراض (البكتيريا ، فطرية  والطفيلية  هذا يختلف عن العلاج استخلاب لظروف أخرى من الالتهابات البكتيرية—بما في ذلك العلاج الناجح لزيادة تركيز الحديد.
لقاح ليالي هي طريقة شائعة واقترح لمكافحة العدوى MDRO. انهم في الواقع تندرج ضمن فئة أكبر من العلاجات التي تعتمد على تعديل أو زيادة المناعة. هذه العلاجات إما إثارة أو تعزيز الكفاءة الطبيعية المناعية للمضيف المصابة أو المعرضة، مما يؤدي إلى نشاط الضامة، وإنتاج الأجسام المضادة، والتهاب، أو ردود الفعل الكلاسيكية الأخرى المناعي.
تماما كما يجتاح بالعات وتستهلك البكتيريا، ومختلف أشكال مستحضرات دوائية حيوية وقد اقترحت التي توظف لتستهلك الكائنات الممرضة. ويشمل هذا العمل من البروتوزوا  والعلاج يرقة.

## قرص مضاد حيوي

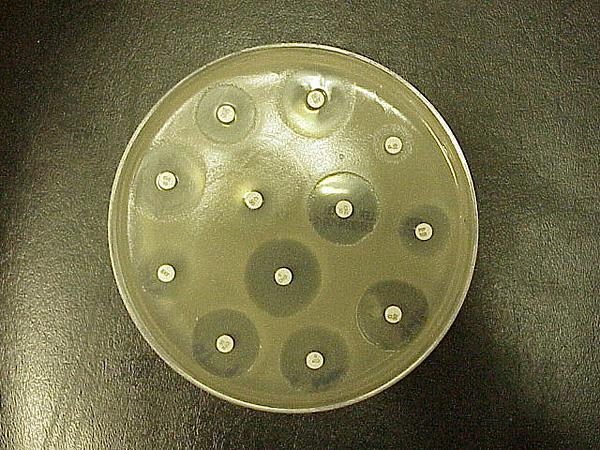
اختبار كيربي باور : رقائق بيضاء تحتوي على مضادات حيوية تظهر على لوح من البكتيريا. تحيط دوائر النمو البكتيري الضئيل ببعض الرقائق ، مما يشير إلى حساسيتها للمضاد الحيوي

أقراص المضادات الحيوية (Antibiotic discs) عبارة عن أقراص ورقية مشربّة في مضاد حيوي تستخدم في اختبار المضاد الحيوي كيربي باور Kirby-Bauer).

## قائمة المضادات الحيوية
طالع مقالة قائمة المضادات الحيوية.

## الروابط الخارجية
- مضاد حيوي على مشروع الدليل المفتوح